# Linksys
Linksys — американская компания, производитель сетевого оборудования для бытового применения и малых офисов — сетевых концентраторов, маршрутизаторов, сетевых карт. Поглощена в 2003 году корпорацией Cisco, сохранившей торговую марку, впоследствии проданную американской компании Belkin.

## История
Основана в 1988 году в калифорнийском Ирвайне иммигрантами из Тайваня Джени и Виктором Цао. Первой продукцией фирмы стали распределители для принтеров, которые позволяли присоединить несколько компьютеров к одному печатающему устройству. Впоследствии освоен выпуск сетевых концентраторов, сетевых карт и кабелей.
К 1994 году штат компании вырос до 55 человек, а годовой доход составил $6,5 млн. Благодаря выходу в 1995 году Windows 95 со встроенными сетевыми функциями популярность бытового и офисного сетевого оборудования выросла, что расширило рынок сбыта для Linksys.
В 1999 году компанией выпущена первая PCMCIA-плата с высокоскоростным вариантом Ethernet для ноутбуков; в 2000 году — восьмипортовый маршрутизатор с упрощённым протоколом управления сетью SNMP и классом услуг передачи данных (англ. class of service).
В 2003 году поглощена корпорацией Cisco, на момент сделки компания насчитывала 305 сотрудников, а годовая выручка оставляла около $0,5 млрд.
Cisco сохранила торговую марку Linksys, под которой продолжила выпуск сетевого оборудования для бытового применения и небольших организаций. Подразделение Linksys в апреле 2005 года было усилено VoIP-технологией поглощённой фирмы Sipura, в 2008 — активами сиэтлской компании Pure Networks, поставщика программного обеспечения для управления домашней сетью.
В середине марта 2013 года Cisco продала торговую марку и подразделение Linksys американскому производителю бытовых компьютерных устройств и аксессуаров Belkin.
В 2018 году Belkin и её дочерние компании, включая Linksys, были приобретены Foxconn, тайваньской транснациональной компанией по производству электроники и крупнейшим поставщиком услуг по производству электроники, за $866 млн.